# Alfabet oficial
Alfabetul oficial este un sistem de scriere care este anume desemnat de către constituția  sau ale legi ale țării să fie singurul aplicat în mod oficial. Spre deosebire de limba oficială, desemnarea unui alfabet ca “official” este o practica mai rar întâlnită. De obicei, se folosește desemnarea alfabetului oficial când există în practică cel puțin două sisteme de scriere folosite în paralel. Cum folosirea a doua sisteme de scriere pentru o limbă poate avea conotații culturale sau politice, proclamarea unui alfabet oficial este criticată uneori ca fiind o încercare de influențarea a culturii, politicii sau amândurora. Proclamarea unui alfabet oficial poate fi justificată de facilitarea educației, comunicațiilor sau a altor aspecte ale vieții publice. 